# الوئز (ویسکانسین)
الوئز، ویسکانسین (به انگلیسی: Allouez, Wisconsin) یک Village (Wisconsin) و شهرک در ایالات متحده آمریکا است که در شهرستان براون واقع شده‌است.

## خصوصیات
الوئز ۱۳٫۳۴ کیلومترمربع مساحت و ۱۳٬۹۷۵ نفر جمعیت دارد و ۱۸۲ متر بالاتر از سطح دریا واقع شده‌است.